# Цел ам Хармерсбах
Цел ам Хармерсбах (њем. Zell am Harmersbach) град је у њемачкој савезној држави Баден-Виртемберг. Једно је од 51 општинског средишта округа Ортенау. Према процјени из 2010. у граду је живјело 8.086 становника. Посједује регионалну шифру (AGS) 8317146.

## Географски и демографски подаци
Цел ам Хармерсбах се налази у савезној држави Баден-Виртемберг у округу Ортенау. Град се налази на надморској висини од 223 метра. Површина општине износи 36,4 km². У самом граду је, према процјени из 2010. године, живјело 8.086 становника. Просјечна густина становништва износи 222 становника/km².

## Међународна сарадња
| Мјесто         | Држава    | Врста сарадње | Од    |
| -------------- | --------- | ------------- | ----- |
| Балатонвилагош | Мађарска  | партнерство   | 1995. |
| Бом ле Дам     | Француска | партнерство   | 1990. |
| Извор          |           |               |       |